# الكوبانية
قرية الكوبانية هي إحدى القرى التابعة لمركز أسوان في محافظة أسوان في جمهورية مصر العربية.